# Kintampo nord
Pour les articles homonymes, voir Kintampo (homonymie).
Kintampo-Nord (Kintampo North, en anglais) est un district de la région du Brong Ahafo au Ghana. Son chef-lieu est Kintampo.

## Géographie
Le district de Kintampo se situe au nord de la région de Brong Ahafo. Il est borné par les districts de Gonja centre et Gonja est dans la région du Nord ainsi que Pru, Kintampo-Sud et Bole dans le Brong Ahafo. Le district est stratégiquement situé à la rencontre des voies de communication du sud et du nord du Ghana. le territoire s'insère dans les régions physiographiques du bassin de la Volta au nord et du Plateau méridional au sud. L'altitude varie entre 60 m et 150 m. Le secteur du Plateau méridional comporte une série d'escarpements.
Le district de Kintampo se trouve sur la rive droite de la Volta Noire immédiatement en amont de son confluent avec le lac Volta. Plusieurs tributaires de la Volta Noire, les rivières Urukwain, Pumpum, Fra, Nyamba, Oyoko, Nante et Tanfi, s'y jettent à Buipe. Le régime de ces cours d'eau est intermittent, rendant l'irrigation peu propice.
Le climat est de savane intérieur, forme particulière du climat tropical continental ou humide semi-équatorial. Le district de Kintampo se trouve dans une aire de transition entre deux régions climatiques importantes du Ghana. 

## Histoire
Le district de Kintampo a été créé par décret présidentiel en 1988. En 2003, il a été scindé en deux,  sa partie nord devenant alors Kintampo-Nord, tandis que la partie sud devient le district de Kintampo sud. Le toponyme officiel est redevenu Kintampo[pas clair].

## Démographie
La population totale du district est de 95 480 habitants au Recensement du Ghana de 2010. La population vit dans 19 330 ménages comptent en moyenne 4,9 personnes. La population est jeune, la moitié (49,6 %) ayant moins de 18 ans et les 60 ans et plus 6,4 % de la population. Le taux d'urbanisation est de 56,8 %. 

## Villes et villages
| - Kintampo - Babatokuma - Gulumpe - Portor | - Kawampe - Kadelso - Dawadawa N°2 - Kintampo | - Busuama - Kunsu - New Longoro (Mentukwa) |

## Économie
Le taux d'activité est de 74,8 % alors que le taux de chômage est de 3,3 %. Bien que le district soit relativement urbanisé, le secteur primaire emploie plus de la moitié (54,2 %) de la main-d'œuvre occupée alors que le commerce et les services ainsi que l'administration et services professionnels et techniques sont relativement développés avec 18,4 % et 7,3 % de l'emploi respectivement. L'artisanat engendre 10,8 % des emplois.

## Société
Le taux de littératie des 11 ans et plus est de 60,7 %, et moindre chez les femmes (54,2 %). 